# Bustarfell
Bustarfell est une ferme traditionnelle islandaise (torfbær) protégée située à Vopnafjörður. La ferme date du XVIe siècle. Elle est habitée par les membres de la même famille de 1532 à 1966. Les bâtiments actuels sont construits en 1770 et régulièrement restaurés ou rénovés depuis. Ils abritent un musée du patrimoine.